# Хјуго (Колорадо)
Хјуго (енгл. Hugo) град је у америчкој савезној држави Колорадо.

## Демографија
По попису из 2010. године број становника је 730, што је 155 (-17,5%) становника мање него 2000. године.
| Група             | 2000.       | 2010.       |
| Белци             | 826 (93,3%) | 647 (88,6%) |
| Афроамериканци    | 7 (0,8%)    | 11 (1,5%)   |
| Азијати           | 0 (0,0%)    | 4 (0,5%)    |
| Хиспаноамериканци | 34 (3,8%)   | 53 (7,3%)   |
| Укупно            | 885         | 730         |